# Bündnis 90/Die Grünen Saarland
Bündnis 90/Die Grünen Saarland sind der Landesverband der Partei Bündnis 90/Die Grünen im Saarland. Von 1994 bis 1999 sowie von 2004 bis 2017 waren die Grünen im Landtag des Saarlandes vertreten. Von November 2009 bis Januar 2012 waren die Grünen auch in der Saarländischen Landesregierung vertreten.

## Geschichte
Am 6. Oktober 1979 wurde die Partei Die Grünen-Saar in Dillingen/Saar gegründet. Auf dieser Gründungsversammlung im Tagungssaal des Hotels Waldeck trugen sich 36 Personen als Mitglieder ein. Als Erster Vorsitzender wurde Wilfried Osterkampf aus Saarbrücken gewählt, sein Stellvertreter wurde Herbert Gantner aus Dillingen. Um den Natur- und Umweltschutz als besonderes politisches Ziel der Partei Die Grünen ins öffentliche Bewusstsein zu bringen, wählten diese Gründungsmitglieder mit Dieter Ulrich aus Merzig erstmals in der Geschichte der Bundesrepublik Deutschland einen sogenannten 'Ökoreferenten', eine Funktion die alsbald zum Amt des heutigen Umweltministers führte. Die neu gewählte Führungsspitze des Landesverbandes von 1979 stand sofort unter enormen Zeitdruck, da die erste Aufgabe darin bestand, bis ins Frühjahr des Folgejahres 1980 nicht nur die Parteistruktur landesweit aufzubauen, sondern auch die Listen für die anstehenden Wahlen zu koordinieren und dies gegen den damaligen noch CDU-dominierten Zeitgeist. Der von der Bundespartei Die Grünen in Saarbrücken vom 21.–23. März 1980 abgehaltene Bundesparteitag war als für die Saarländer positiver Wahlbeitrag gedacht, jedoch ging dieser Parteitag als „moralisch-politischer Schockparteitag“ durch die Medien der BRD. Dieser Bundesparteitag der noch jungen Partei Die Grünen führte im Saarland zu ersten innerparteiischen Rücktritten, gar Parteiaustritten, und trug entscheidend zum schlechten Abschneiden bei der anstehenden Landtagswahl bei. Am 27. April 1980 scheiterten so Die Grünen-Saar mit nur 2,9 % der Wählerstimmen vergleichsweise deutlich an der Fünf-Prozent-Hürde.
Auch bei den beiden folgenden Landtagswahlen 1985 und 1990 wurde der Einzug in den Landtag des Saarlandes verpasst.
Bei der Bundestagswahl 1980 gelang der Bundespartei der Einzug in den Bundestag nicht. 1983 stellte die Partei zwar eine Bundestagsfraktion, der saarländische Landesverband wurde jedoch durch keinen Abgeordneten vertreten. Erst 1987 entsandte der Landesverband mit Erika Trenz ein erstes Mitglied des Deutschen Bundestages nach Bonn. Da die Bundespartei 1990 in Westdeutschland den Einzug in den ersten gesamtdeutschen Bundestag verpasste, stellte auch der saarländische Landesverband keine Abgeordneten.
Erst 1994 gelang es der mittlerweile vereinigten Partei Bündnis 90/Die Grünen, 5,5 % der Stimmen auf sich zu vereinigen und mit Gabriele Bozok, Andreas Pollak und Hubert Ulrich die erste saarländische grüne Landtagsfraktion zu bilden. Fraktionsvorsitzender wurde der Vorsitzende des Landesverbandes, Hubert Ulrich. Da die SPD bei der Wahl die absolute Mehrheit der Landtagsmandate für sich erringen konnte, wurde eine Regierungsbeteiligung der saarländischen Grünen jedoch nicht möglich. Bei den Bundestagswahlen 1994 und 1998 gelang zwar der Einzug der mittlerweile vereinigten Partei Bündnis 90/Die Grünen, der saarländische Landesverband war jedoch erneut nicht mit Mandaten vertreten.
Bei der Landtagswahl 1999 scheiterte die Partei abermals an der Fünf-Prozent-Hürde und die Landespartei musste sich im Saarland erneut auf außerparlamentarische Opposition beschränken.
2002 gelang es dem Landesverband, mit Hubert Ulrich bzw. 2004 mit der Nachrückerin Jutta Krüger-Jacob wieder ein Bundestagsmandat zu stellen, was erst 2009 mit Markus Tressel erneut möglich wurde.
2004 erfolgte der Wiedereinzug in den saarländischen Landtag, wobei mit Hubert Ulrich, Claudia Willger und Barbara Spaniol wieder drei Mandate erreicht werden konnten. Spaniol trat jedoch am 7. August 2007 aus der Partei aus und wurde Mitglied der Partei Die Linke, sodass den Grünen nur mehr zwei Landtagsmandate verblieben. Allerdings verblieb Spaniol für den Rest der Legislaturperiode als fraktionslose Abgeordnete im Landtag.

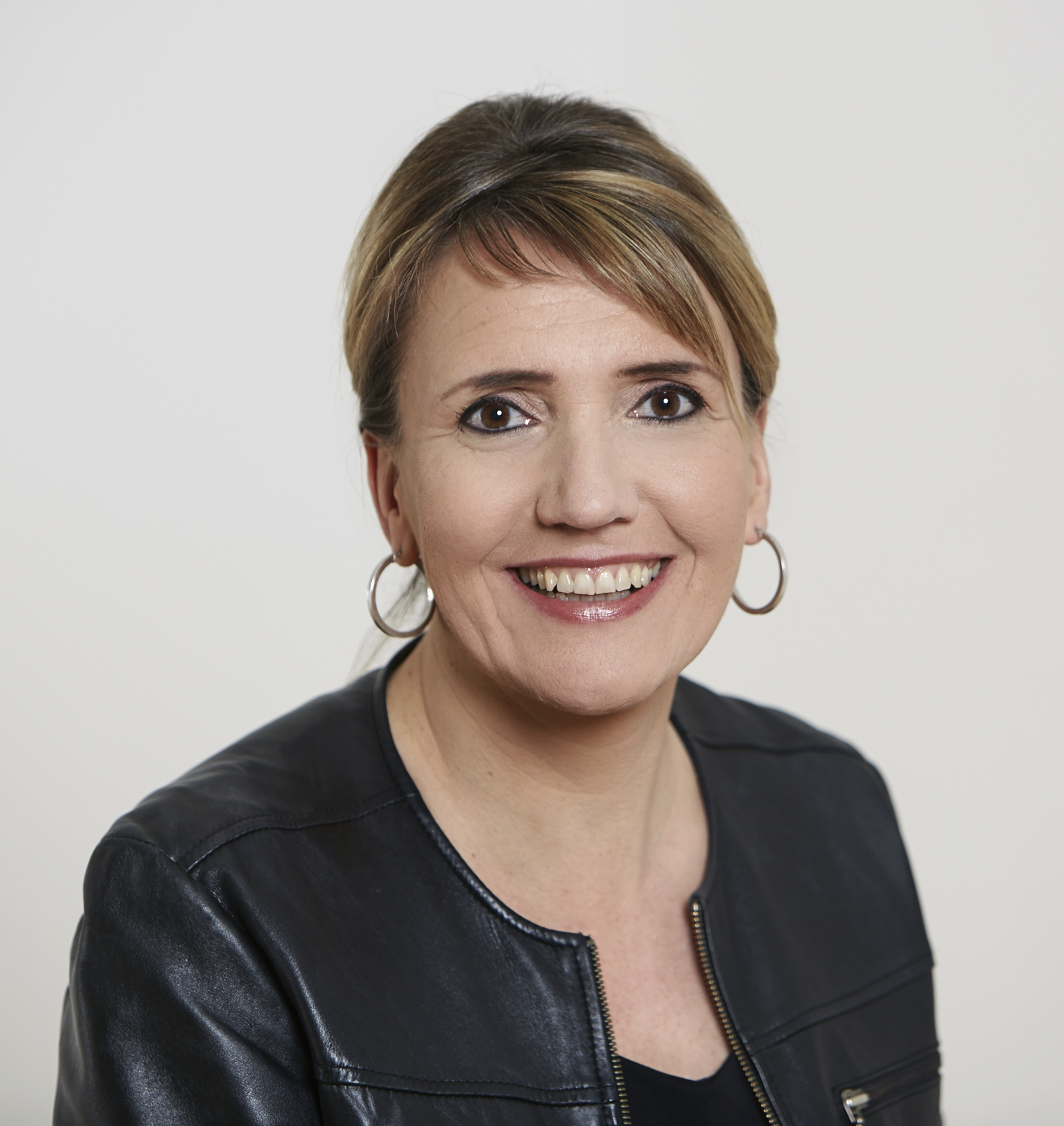
Simone Peter, 2009 bis 2012 Umweltministerin des Saarlandes und Spitzenkandidatin bei der Landtagswahl im Saarland 2012

Auch bei der Landtagswahl am 30. August 2009 gelang den Bündnisgrünen der Einzug dreier Abgeordneter in das saarländische Landesparlament. Da die bisher allein regierende saarländische CDU bei der Wahl ihre absolute Mehrheit verloren hatte und sich weder eine schwarz-gelbe noch eine rot-rote oder rot-grüne Landtagsmehrheit ergeben hatte, standen die Grünen vor der Entscheidung, entweder eine rot-rot-grüne Koalition unter einem potenziellen Ministerpräsidenten Heiko Maas (SPD) oder eine schwarz-gelb-grüne Koalition unter dem bisherigen Ministerpräsidenten Peter Müller (CDU) einzugehen. Auf dem Landesparteitag der Grünen am 11. Oktober 2009 votierten die Delegierten mit 117 von 150 Stimmen (78 %) für das so genannte Jamaika-Bündnis mit CDU und FDP/DPS, wobei sie der Empfehlung des Partei- und Fraktionschefs der saarländischen Grünen, Hubert Ulrich, folgten, obwohl Ulrich noch vor der Wahl erklärt hatte „Ich sage, dass ich Heiko Maas als Ministerpräsidenten will“. Ulrich begründete die Entscheidung unter anderem mit seiner persönlichen Aversion gegen Oskar Lafontaine und die Partei Die Linke: „Zu diesem Mann und zu dieser Partei habe ich keinerlei Vertrauen“. Die Absicht Lafontaines, den Vorsitz der Linke-Fraktion im saarländischen Landtag zu übernehmen, wurde als Hauptgrund für das Scheitern der rot-rot-grünen Sondierungsgespräche genannt. Ferner gab Ulrich an, dass er nicht glaube, dass eine Koalition seiner Partei mit SPD und Linken Stabilität zeigen würde, und dass er die Koalition mit Christdemokraten und Liberalen als Chance der Grünen sehe, sich aus der „Anbindung an die SPD herauszulösen“. Daraufhin gingen mehrere Drohanrufe und beleidigende Anrufe bei der Geschäftsstelle der Partei ein. Nach der Androhung von Mord wurde Ulrich schließlich unter Personenschutz gestellt. Die Entscheidung pro Jamaika-Koalition war auch deshalb pikant, weil vor den Landtagswahlen eine Spende von 47.500 € von einem Unternehmen eines FDP-Politikers an die Grünen ging. In den Medien wurde in dem Zusammenhang auch kritisch thematisiert, dass Ulrich als Nebenjob neben seiner Politiktätigkeit als Marketingleiter beim IT-Dienstleister think & solve, einem Unternehmen aus dem Einflussbereich des einflussreichen FDP-Funktionärs Hartmut Ostermann, beschäftigt war. Der Parteitag folgte dieser Linie und votierte mit 115 von 130 abgegebenen Stimmen für eine Jamaika-Koalition. Verschiedene Delegierte behaupteten anschließend, Ulrich hätte ihnen vor der Abstimmung telefonisch Druck gemacht, doch für die Jamaika-Koalition zu stimmen. Anderen bekannten Jamaika-Kritikern wurde kurzfristig das Delegiertenamt entzogen.
In dem darauf gebildeten Kabinett wurden den Grünen zwei Ministerien zugebilligt: Klaus Kessler führte das Ministerium für Bildung, Simone Peter das Ministerium für Umwelt, Energie und Verkehr. Als möglicher weiterer Hintergrund für die Bildung der Jamaika-Koalition wurde auch die ehemalige berufliche Verbindung Ulrichs zu dem FDP-Politiker Hartmut Ostermann gesehen. Vom linken Parteiflügel der Grünen wurde die Schwarze Ampel zudem kritisch betrachtet. 2012 kam es zum Bruch der Jamaika-Koalition. Bei den folgenden Landtagswahlen zogen die Grünen unter Führung von Simone Peter mit zwei Abgeordneten und einem Ergebnis von 5,04 % erneut in den saarländischen Landtag ein. Bei der Landtagswahl im März 2017 scheiterte die Partei mit 4,0 Prozent der Stimmen an der Fünf-Prozent-Hürde und war daher im 16. Landtag des Saarlandes nicht vertreten. Bei der Landtagswahl im März 2022 wurde der Einzug in den Landtag erneut knapp verfehlt.

### Auseinandersetzung um die Aufstellung der Kandidatenliste für die Bundestagswahl 2017
Anlässlich der Kandidatenliste zur Bundestagswahl 2017 kam es zu einem Streit um das Frauenstatut der Partei, da Listenplatz 1 mit einem Mann besetzt worden war. Markus Tressel hatte sich mit 89 zu 11 Prozent gegen Andrea Schrickel durchgesetzt. Das Bundesfrauenstatut der Grünen schreibt vor, dass bei Listenaufstellungen auf kommunaler, Landes- oder Bundesebene der Spitzenplatz sowie alle folgenden ungeraden Plätze mit Frauen besetzt werden müssen. Ein Mann kann nur dann Spitzenkandidat werden, wenn keine Frau kandidiert oder eine Frau durchfällt. Die Satzung der Saar-Grünen enthielt aber eine andere Regelung.
Doch Andrea Schrickel sowie die Ortsverbände Halberg, Blieskastel und Friedrichsthal klagten dagegen. Der Landesverband argumentierte in dem Rechtsstreit, dass die direkte Anwendung des Frauenstatuts zu einer verfassungswidrigen Ungleichbehandlung männlicher Kandidaten führe, da die Grünen im Saarland bei sämtlichen Bundestagswahlen höchstens ein Mandat errungen hatten und Männer bei strikter Anwendung des Frauenstatuts faktisch nur noch eine geringe Chance hätten, ein Bundestagsmandat zu erringen. Dieser Argumentation folgte das Schiedsgericht der Landespartei. Nach zweijährigem Rechtsstreit urteilte das Bundesschiedsgericht, dass das Frauenstatut der Bundespartei auch im Landesverband Saarland befolgt werden muss. Eine verfassungswidrige Ungleichbehandlung von Männern sah das Bundesschiedsgericht nicht, angesichts des Abstimmungsverhaltens beim Parteitag 2017 wäre Markus Tressel vermutlich auch bei Beachtung des Frauenstatuts auf Platz 1 gewählt worden. Die Nominierung Tressels wurde trotz Mangel des Wahlverfahrens bestätigt.

### Auseinandersetzung um die Aufstellung der Kandidatenliste für die Bundestagswahl 2021
Da Die Grünen Saarland noch nie mehr als ein Bundestagsmandat erhalten haben, ist Listenplatz eins traditionell sehr umkämpft.
Zu massiven Spannungen kam es im Umfeld des Landesparteitags 2021, bei dem neben der Neuwahl des Vorstands auch die Aufstellung der Landesliste für die Bundestagswahl 2021 auf der Tagesordnung stand. Schon im Vorfeld hatten verschiedene Funktionäre ihren Rücktritt erklärt. Ursache hierfür war insbesondere die Personalie Hubert Ulrich. Ihm wurde zu großer Einfluss auf die Delegiertenauswahl für die Versammlung vorgeworfen; dieser Einfluss sollte, so die Befürchtung, dazu dienen, Ulrichs Comeback innerhalb der Partei zu gewährleisten.
Beim Parteitag am 20. Juni 2021 wurden Barbara Meyer-Gluche und Ralph Rouget zu neuen Co-Parteivorsitzenden gewählt. Nachdem die Kandidatur der bis zu diesem Tag amtierenden Landesvorsitzenden Tina Schöpfer auf Listenplatz 1 in drei Wahlgängen beim Parteitag gescheitert war (sie erhielt nur 38 von 146 Stimmen), sprachen sich die Parteitagsdelegierten mehrheitlich dafür aus, zur Wahl des ersten Listenplatzes, der gemäß Satzung einer Frau vorbehalten ist, auch männliche Kandidaten zuzulassen. In einer Kampfabstimmung setzte sich Ulrich schließlich gegen Jeanne Dillschneider, die Landesvorsitzende der Grünen Jugend durch. Ulrich erhielt 95 Stimmen, Dillschneider 47 Stimmen, zwei Delegierte enthielten sich.
Ulrichs Wahl auf den ersten Landeslistenplatz wurde innerparteilich teilweise als Verstoß gegen das Frauenstatut der Partei bewertet, so unter anderem vom Landesverband der Grünen Jugend, vom scheidenden saarländischen Bundestagsabgeordneten Markus Tressel sowie von der Vorsitzenden der Bundespartei, Annalena Baerbock. Mehrere saarländische Grünen-Ortsverbände, der Landesvorstand der Grünen Jugend und der Landesverband der Grünen Hochschulgruppe kündigten an, das Parteitagsergebnis anzufechten und keinen Wahlkampf für Ulrich zu machen. Der Bundesgeschäftsführer der Grünen, Michael Kellner, legte dem saarländischen Landesvorstand nahe, die Listenwahl zu überprüfen und gegebenenfalls zu wiederholen, was Ulrich als „massiven Eingriff in die Autonomie des Landesverbands“ bezeichnete. Neben der Kritik bezüglich der Nichtbeachtung des Frauenstatus wurden auch weitere formale Kritikpunkte an der Wahl geäußert. So hätten an der Abstimmung auch nicht wahlberechtigte Mitglieder teilgenommen. Außerdem wurden Zweifel an den Mitgliederzahlen einzelner Kreisverbände laut, die gegebenenfalls zu höheren Delegiertenzahlen geführt hätten.
Im Zuge der Kontroversen um den Landesparteitag verkündete der neugewählte Landesvorsitzende Ralph Rouget nach nur fünf Tagen im Amt seinen Rücktritt.
Am 28. Juni 2021 bestätigte die noch verbliebene Landesvorsitzende Barbara Meyer-Gluche, dass die Landesliste mit Hubert Ulrich als Spitzenkandidaten auf dem ersten Listenplatz von mehreren Kreisverbänden und Ortsverbänden angefochten wurde. Die Rechtmäßigkeit der zugehörigen Aufstellungsversammlung vom 20. Juni 2021 für die saarländische Landesliste wurde vom Landesschiedsgericht einer juristischen Prüfung unterzogen. Dem eingeholten Gutachten zufolge lag hinsichtlich des Frauenstatuts kein offensichtlicher Satzungsverstoß vor. Rechtliche Zweifel bestünden aber hinsichtlich der Teilnahme der Delegierten der Grünen Jugend und der Grünen Senioren an der Wahl der Liste. Hierin könne ein Verstoß gegen das Bundeswahlgesetz bestehen.
Infolge der fortwährenden Querelen kündigte Meyer-Gluche an, ihr Amt als Landesvorsitzende auf einem Sonderparteitag am 17. Juli abzugeben.
Da das saarländische Landesschiedsgericht sich schließlich für befangen erklärt hatte und sich daher nicht in der Lage sah, eine Klärung bezüglich der Rechtmäßigkeit der Listenaufstellung durchzuführen, wurde diese Aufgabe dem Landesschiedsgericht des benachbarten Landesverbands Rheinland-Pfalz übertragen. Dieses entschied am 13. Juli 2021, dass die am 20. Juni gewählte Landesliste nicht beim Landeswahlleiter eingereicht werden dürfe. Begründet wurde dies mit einem Verstoß gegen das Frauenstatut sowie der Teilnahme von Mitgliedern der Grünen Jugend und der Grünen Senioren an den Abstimmungen zur Liste, obwohl diese dazu gar nicht berechtigt gewesen seien. Am gleichen Tag scheiterte Ulrich vor dem Saarbrücker Landgericht, wo er juristisch erzwingen wollte, dass der verbleibende Landesvorstand die Wahlliste mit ihm als Spitzenkandidat beim Landeswahlleiter einreichen müsse. Er erklärte daraufhin seinen Verzicht auf die Spitzenkandidatur. Bei einem Sonderparteitag am 17. Juli 2021 sollte nun eine neue Kandidatenliste beschlossen werden. Nachdem der Landesvorstand eine zunächst vorgesehene Neuwahl der Parteispitze wegen fehlender Dringlichkeit abgelehnt hatte, trat Barbara Meyer-Gluche am 15. Juli 2021 mit sofortiger Wirkung von ihrem Amt zurück. Neben ihr verkündeten auch einer ihrer Stellvertreter sowie der Generalsekretär ihren Rückzug von ihren Landesvorstandsämtern.
Nachdem das Landesschiedsgericht empfahl, wegen drohender Anfechtungsgefahr den für den 17. Juli geplanten Sonderparteitag zu verschieben, wurde er abgesagt. Die am selben Tag angesetzte Listenaufstellung für die Bundestagswahl wurde jedoch durchgeführt, wobei das Bundesschiedsgericht die 49 Delegierten aus Hubert Ulrichs Ortsverband Saarlouis, der rund ein Drittel der stimmberechtigten Grünen-Mitglieder des Saarlands stellte, wegen Unregelmäßigkeiten bei der Delegiertenaufstellung ausgeschlossen hatte. Auf Listenplatz 1 wurde Jeanne Dillschneider mit 56 Ja- und 27 Nein-Stimmen bei 3 Enthaltungen gewählt.
Der Landeswahlausschuss akzeptierte diese Vorgehensweise jedoch nicht und ließ die Landesliste der Partei wegen Verletzung des Demokratieprinzips beim Wahlverfahren nicht zur Bundestagswahl zu. Landeswahlleiterin Zöllner glaubt, dass die Saarlouis-Delegierten vorsätzlich von der Wahl ausgeschlossen wurden und dadurch ein Drittel der Landesgrünen nicht repräsentiert wurden. Ohne den Ausschluss hätte die Landesliste deutlich anders ausgesehen. Der Bundeswahlausschuss bestätigte am 5. August diese Entscheidung. Sie fiel mit sechs Ja- gegen zwei Nein-Stimmen bei zwei Enthaltungen. Die Nein-Stimmen stammten vom Beisitzer der SPD, Johannes Risse, und dem der Linkspartei, Jörg Schindler. Der Grünen-Vertreter Hartmut Geil (Vorsitzender des Bundesschiedsgerichts der Partei) nahm wegen Befangenheit nicht teil. Bundeswahlleiter Georg Thiel begründete die Entscheidung wie folgt: „Der Ausschluss von Delegierten, nämlich der Delegierten eines gesamten Ortsverbandes von der Teilnahme an der Aufstellung der Landesliste in einer Vertreterversammlung stellt einen Verstoß gegen den Kernbestand von Verfahrensgrundsätzen dar, ohne die ein Wahlvorschlag nach der Rechtssprechung des Bundesverfassungsgerichts schlechterdings nicht Grundlage einer demokratischen Wahl sein kann.“ Damit waren die saarländischen Grünen erstmals in ihrer Geschichte nicht mit der Zweitstimme wählbar.
Die innerparteiliche Gruppe „Grünes Bündnis Saarland“ mit der zur Listenanführerin gewählten Jeanne Dillschneider kündigte an, gegen die Entscheidung Wahlprüfungsbeschwerde einzulegen, was allerdings erst nach der Bundestagswahl möglich ist. Würde diese abgelehnt, könnte dagegen noch das Bundesverfassungsgericht angerufen werden. Die Parteienrechtsexpertin Sophie Schönberger bezeichnete die Entscheidungen von Landes- und Bundeswahlausschuss als „rechtlich überaus zweifelhaft“. Zwar gebe es Stimmen, die die Pflicht zur Aufstellung einer Frau an der Saar-Spitze für wahlrechtswidrig hielten, dies wurde jedoch von Wahlausschüssen bisher nie beanstandet. Das Bundesschiedsgericht hat die Wahl eines Teils der Delegierten wegen Satzungsverstößen annulliert, das sei rechtlich in Ordnung gewesen. Der Politikwissenschaftler Uwe Jun hingegen sieht in dem Vorgehen der Bundesspitze der Grünen eine Aushebelung der innerparteilichen Demokratie der Saar-Grünen.

### Bundestagswahl 2025
Bei der Bundestagswahl 2025 trat Jeanne Dillschneider erneut als Spitzenkandidatin an und zog über Platz 1 der Landesliste in den 21. Deutschen Bundestag ein. Am 24. Februar 2025 wurde sie als Abgeordnete bestätigt.

## Kreisverbände
Im Saarland existieren sechs Kreisverbände von Bündnis 90/Die Grünen: Saarbrücken, Saarlouis, Saar-Pfalz, Merzig-Wadern, Neunkirchen und St. Wendel.

## Fraktion
1994 bis 1999 und war die Partei Bündnis 90/Die Grünen in Fraktionsstärke im Landtag des Saarlandes vertreten. Vor 1994 sowie 1999 bis 2004 stellte die Partei keine Landtagsabgeordneten. Von 2004 bis 2017 wurden die Grünen erneut in Fraktionsstärke in den Landtag gewählt. Seit 2017 sind die Grünen im Landtag nicht mehr vertreten.

### Fraktionsvorsitzende

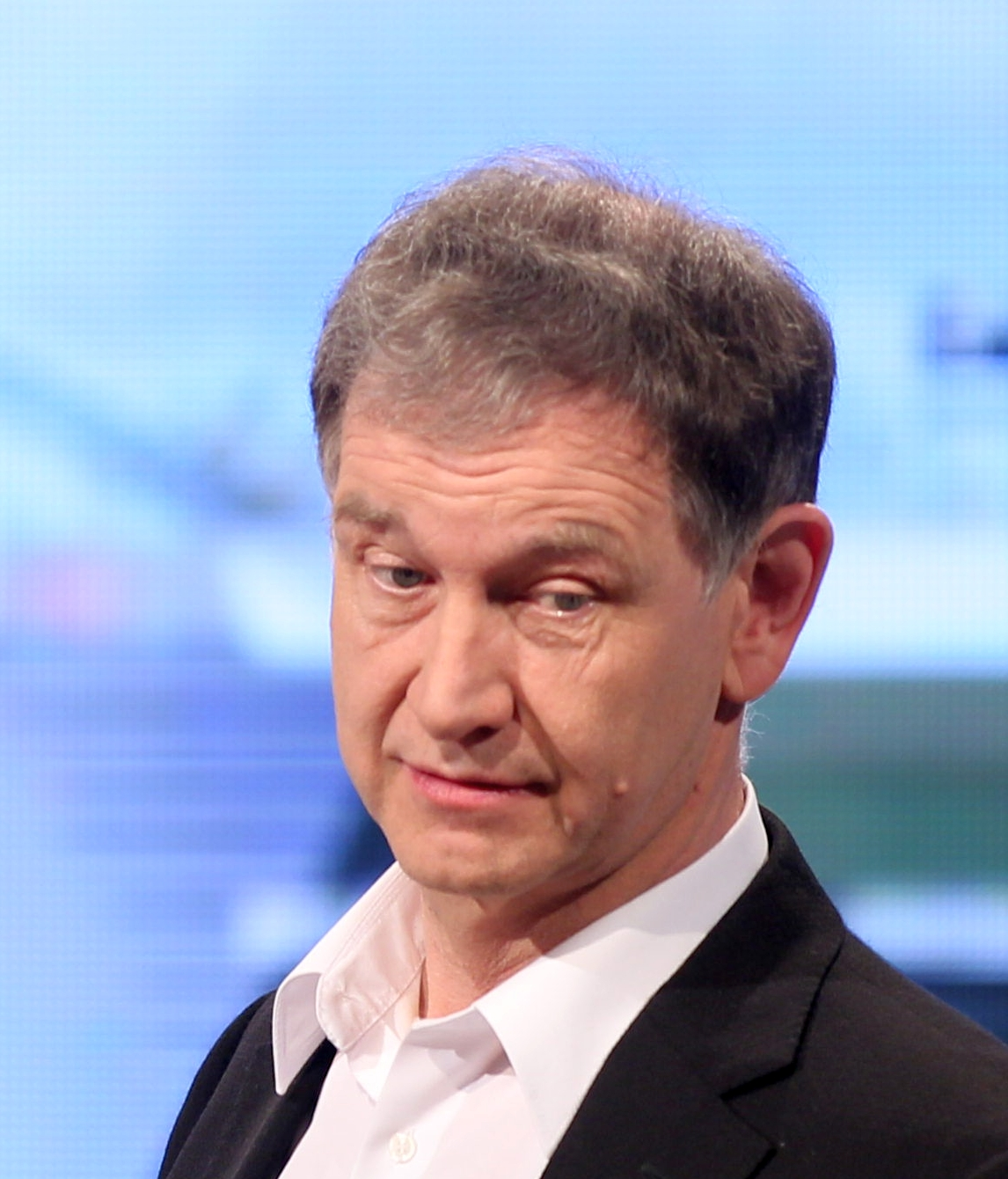
Hubert Ulrich (2017)

| Zeitraum  | Vorsitzender           |
| --------- | ---------------------- |
| 1994–1999 | Hubert Ulrich          |
| 1999–2004 | keine Landtagsfraktion |
| 2004–2017 | Hubert Ulrich          |
| seit 2017 | keine Landtagsfraktion |

### Zusammensetzung
Im 11. saarländischen Landtag (1994–1999) war die Partei Bündnis 90/Die Grünen mit drei Abgeordneten vertreten:
- Hubert Ulrich, Fraktionsvorsitzender
- Gabriele Bozok, stellvertretende Fraktionsvorsitzende
- Andreas Pollak

Im 13. saarländischen Landtag war die Partei Bündnis 90/Die Grünen mit drei Abgeordneten vertreten:
- Hubert Ulrich, Fraktionsvorsitzender
- Claudia Willger, stellvertretende Fraktionsvorsitzende
- Barbara Spaniol (im August 2007 Wechsel zur Partei Die Linke)

Im 14. saarländischen Landtag (2009–2012) war die Partei Bündnis 90/Die Grünen mit drei Abgeordneten vertreten:
- Hubert Ulrich, Fraktionsvorsitzender
- Claudia Willger, stellvertretende Fraktionsvorsitzende
- Markus Schmitt

Im 15. saarländischen Landtag (2012–2017) war die Partei Bündnis 90/Die Grünen mit zwei Abgeordneten vertreten:
- Hubert Ulrich, Fraktionsvorsitzender
- Simone Peter, stellvertretende Fraktionsvorsitzende (bis November 2013)
- Klaus Kessler, stellvertretender Fraktionsvorsitzender (ab November 2013)
- Michael Neyses (im Januar 2015 Wechsel von der Piratenpartei)

## Landtagswahlergebnisse
| Landtagswahlergebnisse | Landtagswahlergebnisse | Landtagswahlergebnisse | Landtagswahlergebnisse                 |
| Jahr                   | Stimmen                | Sitze                  | Spitzenkandidat                        |
| ---------------------- | ---------------------- | ---------------------- | -------------------------------------- |
| 1980                   | 2,9 %                  | 0                      |                                        |
| 1985                   | 2,5 %                  | 0                      |                                        |
| 1990                   | 2,6 %                  | 0                      |                                        |
| 1994                   | 5,5 %                  | 3                      | Hubert Ulrich                          |
| 1999                   | 3,2 %                  | 0                      | Christian Molitor                      |
| 2004                   | 5,6 %                  | 3                      | Hubert Ulrich                          |
| 2009                   | 5,9 %                  | 3                      | Hubert Ulrich                          |
| 2012                   | 5,0 %                  | 2                      | Simone Peter                           |
| 2017                   | 4,0 %                  | 0                      | Barbara Meyer-Gluche und Hubert Ulrich |
| 2022                   | 4,995 %                | 0                      | Lisa Becker                            |

## Bundestagswahlergebnisse des Landesverbandes im Saarland seit 1980

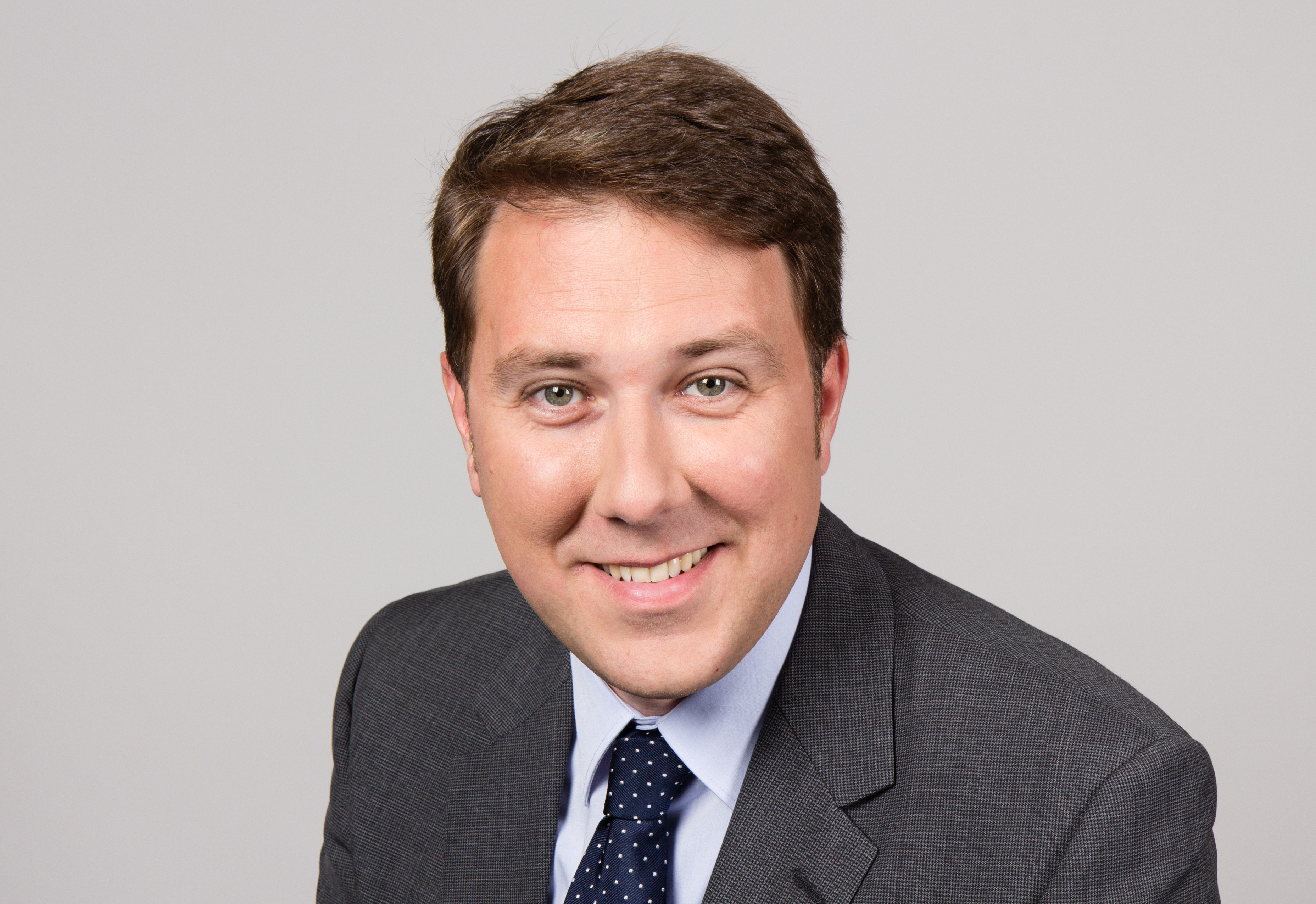
Markus Tressel (2014), 2009 bis 2021 Abgeordneter der Grünen im Deutschen Bundestag

Der saarländische Landesverband von Bündnis 90/Die Grünen ist derzeit mit einem Abgeordneten im Deutschen Bundestag vertreten.
| Bundestagswahlergebnisse | Bundestagswahlergebnisse | Bundestagswahlergebnisse  | Bundestagswahlergebnisse | Bundestagswahlergebnisse                               |
| Jahr                     | Stimmenanzahl            | Stimmenanteil im Saarland | Sitze                    | Abgeordnete                                            |
| ------------------------ | ------------------------ | ------------------------- | ------------------------ | ------------------------------------------------------ |
| 1980                     | 2.127                    | 0,3 %                     | 0                        |                                                        |
| 1983                     | 22.893                   | 3,0 %                     | 0                        |                                                        |
| 1987                     | 37.148                   | 5,1 %                     | 1                        | Erika Trenz                                            |
| 1990                     | 16.118                   | 2,3 %                     | 0                        |                                                        |
| 1994                     | 39.013                   | 5,8 %                     | 0                        |                                                        |
| 1998                     | 37.807                   | 5,5 %                     | 0                        |                                                        |
| 2002                     | 48.602                   | 7,6 %                     | 1                        | 2002–2004: Hubert Ulrich 2004–2005: Jutta Krüger-Jacob |
| 2005                     | 37.489                   | 5,9 %                     | 0                        |                                                        |
| 2009                     | 39.550                   | 6,8 %                     | 1                        | Markus Tressel                                         |
| 2013                     | 31.998                   | 5,7 %                     | 1                        | Markus Tressel                                         |
| 2017                     | 35.117                   | 6,0 %                     | 1                        | Markus Tressel                                         |
| 2021                     | - 1                      | -                         | -                        | -                                                      |
| 2025                     | 43.195                   | 7,2 %                     | 1                        | Jeanne Dillschneider                                   |

## Saarländische Abgeordnete der Grünen im Europaparlament
- 1989–2009: Hiltrud Breyer

## Landesvorsitzende

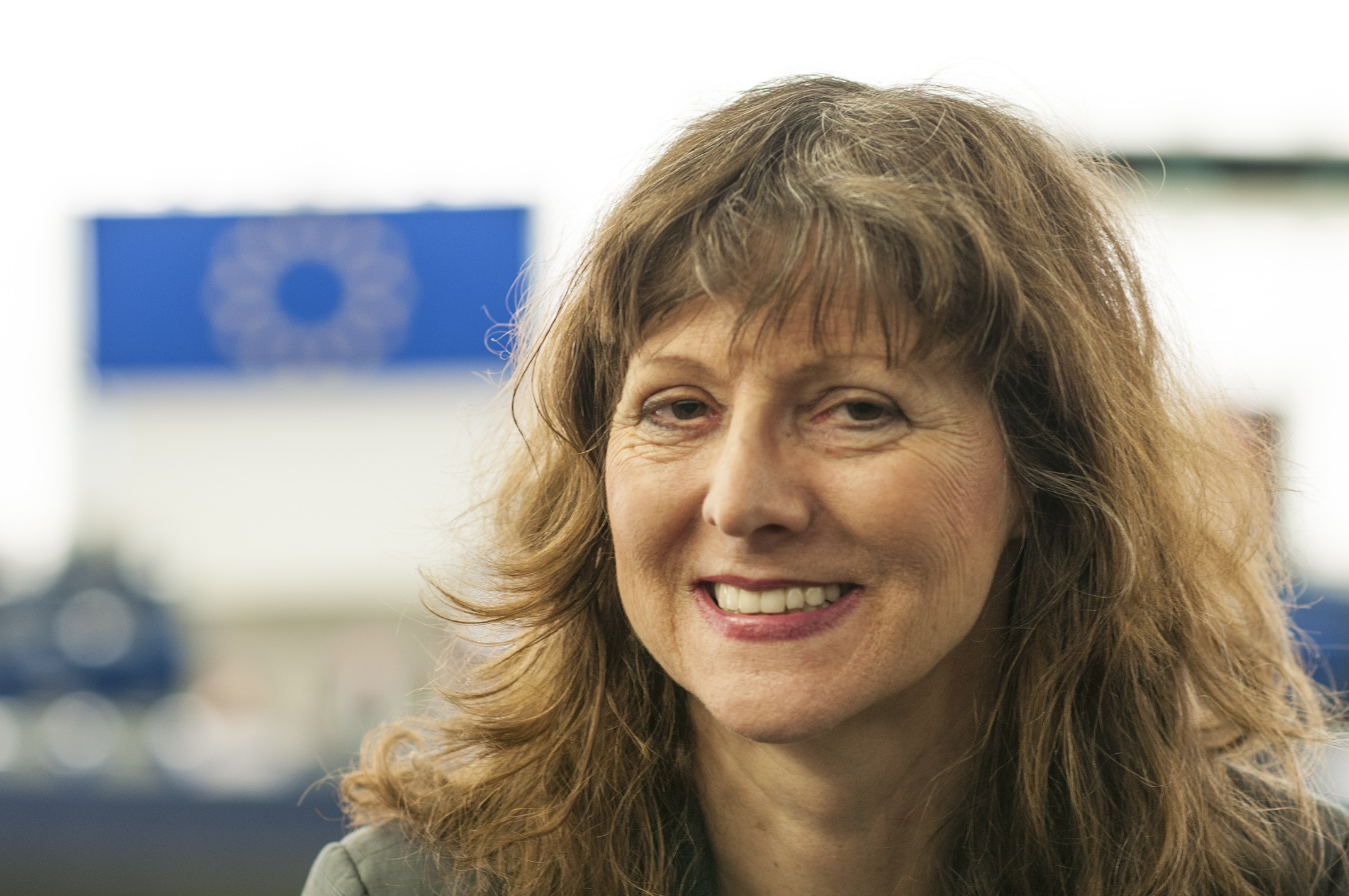
Die ehemalige Landesvorsitzende und langjährige Europaparlamentarierin Hiltrud Breyer

| Zeitraum                | Name |
| 1979–?                  | Wilfried Osterkamp                                                                                        |
| Anfang der 1980er Jahre | Hiltrud Breyer                                                                                            |
| 1991–1999               | Hubert Ulrich                                                                                             |
| 1999–2002               | Christian Molitor                                                                                         |
| Mai 2002–Juni 2016      | Hubert Ulrich und Claudia Willger                                                                         |
| Juni 2016–Mai 2017      | Hubert Ulrich und Tina Schöpfer                                                                           |
| Mai 2017–Juni 2021      | Markus Tressel und Tina Schöpfer                                                                          |
| Juni 2021–Juli 2021     | Barbara Meyer-Gluche (am 15. Juli 2021 zurückgetreten) und Ralph Rouget (am 25. Juni 2021 zurückgetreten) |
| Juli 2021–November 2021 | vakant |
| November 2021–Mai 2023  | Uta Sullenberger und Ralph Nonninger                                                                      |
| seit Mai 2023           | Jeanne Dillschneider und Volker Morbe                                                                     |

## Jugendorganisation
Im Saarland besteht ein Landesverband der Grünen Jugend, der Jugendorganisation von Bündnis 90/Die Grünen.